# Готфрід Гертнер
Філіп Ґотфрід Ґертнер, або Філіп Готфрід Гертнер (нім. Philipp Gottfried Gaertner, 29 жовтня 1754—27 грудня 1825) — німецький (валлонський) ботанік та міколог. Окрім насіннєвих рослин, займався дослідженням мохів.
За однією з версій, за життя він був відомий як Готфрід Гертнер (Gottfried Gaertner); ім'я Філіп (Philipp) було додано до його імені вже після його смерті за валлонською традицією (так звали його батька).
Аптекар з Ганау, Гертнер вивчав декілька років ботаніку у Страсбурзі.
Разом з Бернгардом Мейером (1767–1836) та Йоганнесом Шербіусом (1769–1813) він був співавтором публікації Oekonomisch-technische Flora der Wetterau («Економічно-технічна флора Веттерау»; скорочена форма для номенклатурного цитування— Oekon. Fl. Wetterau).
Робота була опублікована у Франкфурті у трьох томах (чотирьох книгах) у 1799–1802 роках; в ній було досить велика кількість нових назв таксонів, авторство яких тепер позначається як G.Gaertn., B.Mey. & Scherb. — наприклад, Petasites hybridus G.Gaertn., B.Mey. & Scherb. (1801).
Готфріда Гертнера не слід плутати з іншим німецьким ботаніком, його сучасником, Йозефом Гертнером (Joseph Gärtner, 1732–1791), автором роботи De fructibus et seminibus plantarum (1788–1792). Авторство Йозефа Гертнера в назвах таксонів позначається как Gaertn., тоді як авторство Готфріда Гертнера — як G.Gaertn.